# Bill Brown (compositeur)
Pour les articles homonymes, voir Bill Brown et Brown.
Bill Brown est un compositeur américain né en 1969 à San Diego (Californie). Il travaille principalement pour le jeu vidéo mais œuvre aussi pour le cinéma et la télévision.Il a également fait partie du groupe Fred Banana Combo, dont il était le guitariste, accompagné de Gottfried Tollmann, également guitariste et de Nicolle Meyer, chanteuse
Il est à l'origine des bandes originales des jeux Lineage II, Return to Castle Wolfenstein, Command and Conquer: Generals ou encore des premiers épisodes de la série Rainbow Six. Quant à son travail pour la télévision, il se résume essentiellement à l'intégralité de la série Les Experts : Manhattan.
Ses compositions ont obtenu diverses récompenses. Il fut ainsi nommé aux BAFTA Awards en 2001 (pour Clive Barker's Undying) et en 2003 (pour Return to Castle Wolfenstein : Tides of War et Command and Conquer: Generals) ; aux Golden Reel Awards pour Wolfenstein en 2010.

## Discographie

### Jeu vidéo
| 2011 : Captain America : Super Soldat 2009 : Wolfenstein 2008 : - Les Experts : Manhattan - Le Jeu - Lineage II : Gracia - The 2nd Throne 2007 : Enemy Territory: Quake Wars 2006 : Tom Clancy's Rainbow Six: Critical Hour 2005 : The Incredible Hulk: Ultimate Destruction 2004 : - Tom Clancy's Ghost Recon: Jungle Storm - Le Seigneur des anneaux : La Bataille pour la Terre du Milieu (musiques additionnelles) 2003 : - Command and Conquer: Generals - Heure H - Command and Conquer: Generals - Lineage II - Rainbow Six 3: Raven Shield - Disney's Toontown Online (musiques additionnelles) - Wolfenstein: Enemy Territory 2002 : - Ghost Recon: Desert Siege - Ghost Recon: Island Thunder - La Somme de toutes les Peurs | 2001 : - Anachronox (musiques additionnelles) - Tom Clancy's Ghost Recon - James Bond 007 : Espion pour cible (musiques additionnelles) - Return to Castle Wolfenstein - Rogue Spear: Black Thorn - Clive Barker's Undying 2000 : - Freedom: First Resistance - Rogue Spear: Covert Ops Essentials - Rogue Spear: Urban Operations - Shadow Watch - Timeline 1999 : - Quake III Arena (musiques additionnelles) - Tom Clancy's Rainbow Six: Rogue Spear - Disney's Villains' Revenge (musiques additionnelles) - Xena: Warrior Princess 1998 : - Tom Clancy's Rainbow Six - Jurassic Park: Trespasser 1997 : - Quake II (musiques additionnelles) |

### Cinéma
2009 : The Devil's Tomb
2004 : Lady Death

### Télévision
2004-2013 : Les Experts : Manhattan
2002 :
- Impact imminent
- Piège infernal